# Зеленотілка жовтоплямиста
Зеленотілка жовтоплямиста (Somatochlora flavomaculata) — вид бабок родини кордуліїд (Corduliidae).

## Поширення
Вид поширений в Європі, Західній і Середній Азії від Франції та до Сибіру. На Україні вид зареєстрований на більшій частині території країни. У західних областях дуже рідкісний, в Київській області буває масовим. Мешкає у заболочених районах та вологих луках.

## Опис
Довжина тіла 45-54 мм, черевце 34-40 мм, заднє крило 32-38 мм. Забарвлення тіла блискуче, однотонне, металево-чорне. На лобі є дві жовтих плями в кутах біля очей. З боків з II по VIII (IX) тергітів черевця розташовуються жовто-помаранчеві плями. У самиць бічні жовті плями на черевці набагато більші і з'єднуються одна з одною, утворюючи безперервну і широку зигзагоподібну смужку.